# فوکر سوپر یونیورسال
فوکر سوپر یونیورسال (انگلیسی: Fokker Super Universal) یک هواپیمای ساخت فوکر است.